# Thamnobryum angustifolium
Thamnobryum angustifolium là một loài rêu thuộc họ Neckeraceae. Đây là loài đặc hữu của Vương quốc Anh. Môi trường sống tự nhiên của chúng là sông ngòi.